# Effet Djanibekov

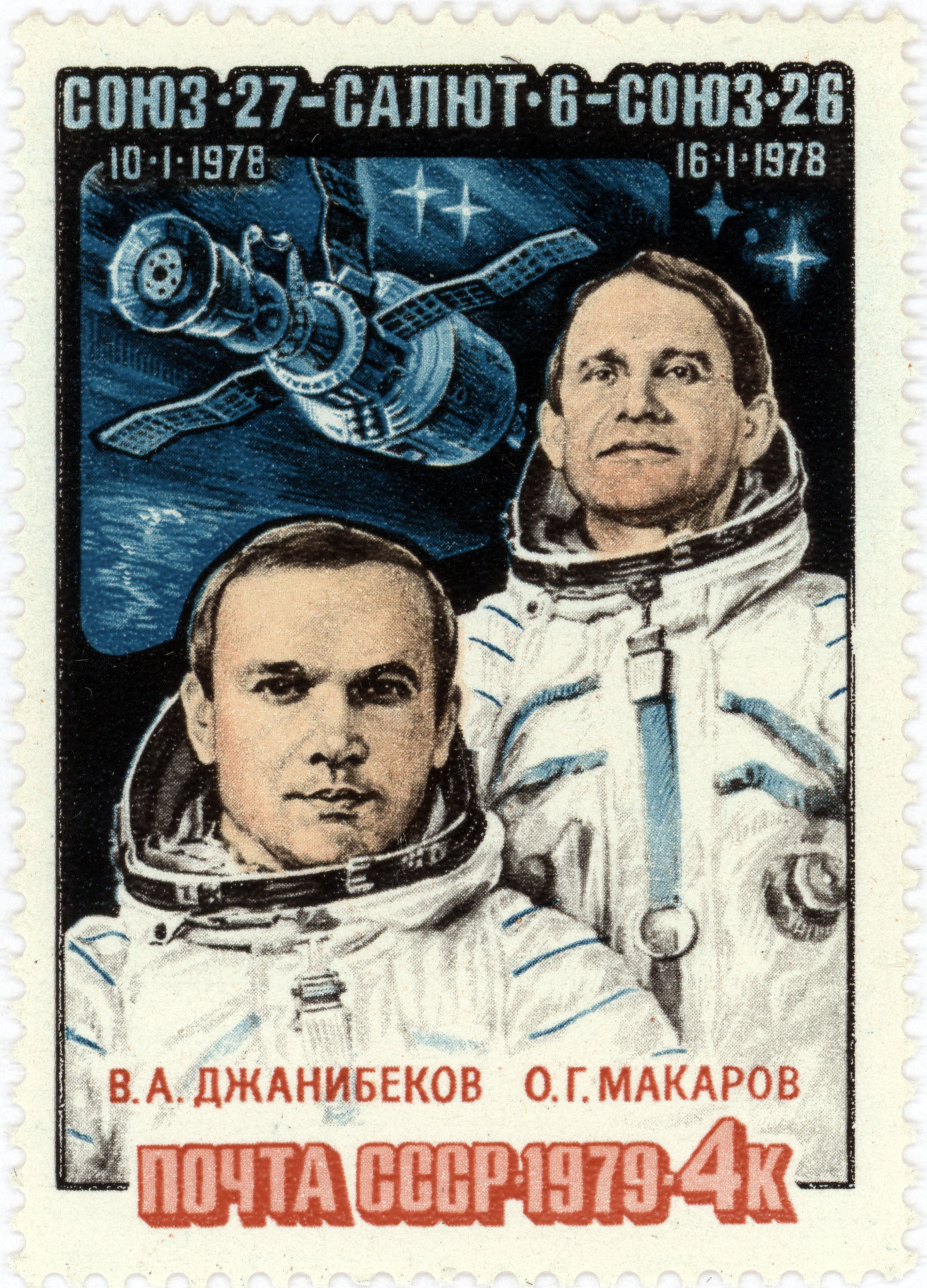
Vladimir Djanibekov (à gauche) et Oleg Grigorievitch Makarov (à droite) sur un timbre soviétique de 1978.

L'effet Djanibekov (en russe : эффект Джанибекова), également connu sous les noms d'expérience de l'écrou de Djanibekov (en russe : гайка Джанибекова) ou théorème de la raquette de tennis (en anglais : tennis racket theorem), décrit l'instabilité d'un solide en rotation en impesanteur.
Il est nommé d'après Vladimir Djanibekov, le cosmonaute soviétique qui en a fait une démonstration filmée en apesanteur. Il s'agit d'un cas classique mais paradoxal de mouvement à la Poinsot.

## Historique

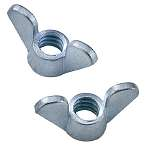
Écrous papillon.

Durant l'été 1985, lors de la mission Saliout 7 EO-4-1b, Djanibekov prête attention aux mouvements particuliers d'un écrou papillon libéré en impesanteur dans le vaisseau spatial,,. En observant la translation à travers la station de l'écrou rapidement dévissé d'une tige filetée, il remarque que les axes de rotation de cet écrou se modifient,,.

## Description
L'effet se produit pour tout corps rigide en impesanteur — ou chute libre — qui présente trois axes principaux d'inerties différentes (pas « deux plans de symétrie de l'objet ») ({\displaystyle I_{1}>I_{2}>I_{3}}) et qui est mis en rotation autour de l'axe d'inertie intermédiaire ({\displaystyle I_{2}}). Alors qu'une rotation autour des deux autres axes stabilise le corps — absorbe les variations — une rotation autour de l'axe intermédiaire n'est pas stable — amplifie les variations.
Dans le référentiel galiléen de la station Saliout, les mouvements de l'écrou observé respectent les principes newtoniens des lois du mouvement avec moment angulaire, moment d'inertie et théorème du couple gyroscopique. Cependant, l'effet apparent est paradoxal : la loi de conservation du moment angulaire devrait rendre invariant l'axe de rotation de l'écrou, or celui-ci pivote de 180° à intervalles réguliers.

### Exemple
Une raquette de tennis qu'on lance en l'air en la tenant par le manche avec le filet horizontal initialement, aura tendance à tourner « autour de l'axe du manche » durant son vol pour retomber dans la main en présentant l'autre côté du filet. D'où le nom de « théorème de la raquette de tennis » donné à cet effet.
En réalité, durant ce vol, la raquette tourne sur ses trois axes durant cet effet.

## Explication mécanique

Visualisation de l'instabilité de l'axe intermédiaire. L'amplitude du moment cinétique et l'énergie cinétique sont conservées (représentation de la norme au carré du moment cinétique en bleu, et de l'énergie cinétique en orange). Les valeurs prises sont donc à l'intersection des deux ellipsoïdes.

On se place dans le référentiel barycentrique du corps (corps en chute libre).
Soit un corps rigide possédant trois inerties différents que l'on classe tel que {\displaystyle I_{1}<I_{2}<I_{3}}. On note {\displaystyle \omega _{i}} la vitesse de rotation du corps autour de l'axe i.
Le théorème du moment cinétique nous donne : {\displaystyle \mathbf {I} \cdot {\dot {\boldsymbol {\omega }}}+{\boldsymbol {\omega }}\times \left(\mathbf {I} \cdot {\boldsymbol {\omega }}\right)=\mathbf {M} .}
Ce qui nous donne en chute libre ({\displaystyle M=0}), projeté sur les axes :
{\displaystyle {\begin{aligned}I_{1}{\dot {\omega }}_{1}&=(I_{2}-I_{3})\omega _{2}\omega _{3}~~~~~~~~~~~~~~~~~~~~{\text{(1)}}\\I_{2}{\dot {\omega }}_{2}&=(I_{3}-I_{1})\omega _{3}\omega _{1}~~~~~~~~~~~~~~~~~~~~{\text{(2)}}\\I_{3}{\dot {\omega }}_{3}&=(I_{1}-I_{2})\omega _{1}\omega _{2}~~~~~~~~~~~~~~~~~~~~{\text{(3)}}\end{aligned}}}

### Premier cas: rotation stable
On impose en conditions initiales, une rotation {\displaystyle \omega _{1}}. Pour déterminer la nature de la stabilité on impose de petites rotations {\displaystyle \omega _{2}} et  {\displaystyle \omega _{3}}. D'après (1), {\displaystyle {\dot {\omega }}_{1}} est donc petit. On suppose alors que {\displaystyle \omega _{1}} est constant.
En dérivant l'équation (2) on trouve : {\displaystyle I_{2}{\ddot {\omega _{2}}}=(I_{3}-I_{1}){\dot {\omega _{3}}}\omega _{1}}
En substituant {\displaystyle {\dot {\omega }}_{3}} avec l'équation (3) on trouve :
{\displaystyle {\begin{aligned}I_{2}I_{3}{\ddot {\omega }}_{2}&=(I_{3}-I_{1})(I_{1}-I_{2})(\omega _{1})^{2}\omega _{2}\\\end{aligned}}}
Étant donné que {\displaystyle I_{1}<I_{2}<I_{3}} , on peut dire que :
{\displaystyle {\begin{aligned}{\ddot {\omega }}_{2}&={\text{(quantité negative)}}\times \omega _{2}\end{aligned}}}
On effectue le même raisonnement à partir de l'équation 3 pour trouver :
{\displaystyle {\begin{aligned}{\ddot {\omega }}_{3}&={\text{(quantité negative)}}\times \omega _{3}\end{aligned}}}
L'accélération angulaire est alors opposée au mouvement suivant ces deux axes : l'objet est stable dans sa rotation.

### Deuxième cas: rotation instable (l'effet Djanibekov)
Si maintenant on impose en conditions initiales une rotation {\displaystyle \omega _{2}}. Avec le même raisonnement, on trouve :
{\displaystyle {\begin{aligned}I_{1}I_{3}{\ddot {\omega }}_{1}&=(I_{2}-I_{3})(I_{1}-I_{2})(\omega _{2})^{2}\omega _{1}\\{\text{C-à-d.}}~~~~{\ddot {\omega }}_{1}&={\text{(quantité positive)}}\times \omega _{1}\end{aligned}}}

#### Les «180 degrés»
Un mouvement perturbateur autour de l'axe 1 est alors amplifié : la rotation est instable. Une petite perturbation va alors obliger l'axe de rotation de l'objet à se retourner.
L'amplification de la perturbation va se poursuivre jusqu'à 90°. À ce moment, la rotation autour de l'axe intermédiaire est nulle : on se retrouve dans une position où la rotation est stable. L'inertie fait que le corps continue encore sur 90°. L'objet a alors effectué un « demi-tour » de 180°. Et on se retrouve dans la situation initiale. L'objet refait alors un « 180° ».

### Articles liés
- Angles d'Euler
- Géométrie symplectique
- Moment angulaire
- Moment d'inertie
- Mouvement à la Poinsot
- Théorème du couple gyroscopique
- Effet Magnus